# 1401
| [ Edytuj tabelę ]                          | |
| Król Polski                                | - 1386 Władysław II Jagiełło 1434                                                                          |
| Współksiążęta Andory                       | - 1396 Galcerà de Vilanova 1415 - 1398 Izabela 1412 - 1398 Archibald 1412                                  |
| Król Anglii                                | - 1399 Henryk IV 1413                                                                                      |
| Król Aragonii i Walencji, hrabia Barcelony | - 1396 Marcin I Ludzki 1410                                                                                |
| Władca Azteków                             | - 1395 Huitzilíhuitl 1417                                                                                  |
| Elektor Brandenburgii                      | - 1388 Jodok z Moraw 1411                                                                                  |
| Książę Bawarii-Ingolstadt                  | - 1375 Stefan III 1413                                                                                     |
| Książę Bawarii-Landshut                    | - 1393 Henryk XVI Bogaty 1450                                                                              |
| Książę Bawarii-Monachium                   | - 1397 Ernest 1438                                                                                         |
| Książę Burgundii                           | - 1364 Filip II Śmiały 1404                                                                                |
| Cesarz Bizancjum                           | - 1391 Manuel II Paleolog 1425                                                                             |
| Cesarz Chin                                | - 1398 Jianwen 1402                                                                                        |
| Król Cypru                                 | - 1398 Janusz 1432                                                                                         |
| Król Czech                                 | - 1378 Wacław IV Luksemburski 1419                                                                         |
| Król Danii                                 | - 1387 Małgorzata I 1412 - 1396 Eryk Pomorski 1439                                                         |
| Dalajlama                                  | - 1391 Gendun Drup 1474                                                                                    |
| Władca Egiptu                              | - 1399 An-Nasir Faradż 1405                                                                                |
| Cesarz Etiopii                             | - 1382 Dawid I 1413                                                                                        |
| Król Francji                               | - 1380 Karol VI 1422                                                                                       |
| Król Gruzji                                | - 1393 Jerzy VII 1407                                                                                      |
| Hrabia Holandii                            | - 1358 Albert 1404                                                                                         |
| Cesarz Japonii                             | - 1392 Go-Komatsu 1412                                                                                     |
| Kalif                                      | - 1389 Al-Mutawakkil I 1406                                                                                |
| Król Kastylii i Leónu                      | - 1390 Henryk III Chorowity 1406                                                                           |
| Patriarcha Konstantynopola                 | - 1397 Mateusz I 1410                                                                                      |
| Władca Korei                               | - 1400 Taejong 1418                                                                                        |
| Najwyższy książę litewski                  | - 1401 Jagiełło 1434                                                                                       |
| Wielki książę litewski                     | - 1392 Witold 1430                                                                                         |
| Cesarz Majapahitu                          | - 1389 Wikramawardhana 1429                                                                                |
| Sułtan Maroka                              | - 1398 Usman III 1421                                                                                      |
| Książę Mediolanu                           | - 1378 Giovanni Galeazzo 1402                                                                              |
| Senior Monako                              | - 1397 Jan I 1402 - 1397 Ludwik 1402                                                                       |
| Wielki książę moskiewski                   | - 1389 Wasyl I 1425                                                                                        |
| Król Nawarry                               | - 1387 Karol III Szlachetny 1425                                                                           |
| Król Norwegii                              | - 1387 Małgorzata I 1412 - 1396 Eryk Pomorski 1442                                                         |
| Elektor Palatynatu                         | - 1398 Ruprecht III 1410                                                                                   |
| Papież awinioński                          | - 1394 Benedykt XIII 1417                                                                                  |
| Papież                                     | - 1389 Bonifacy IX 1404                                                                                    |
| Król Portugalii                            | - 1385 Jan I 1433                                                                                          |
| Cesarz Rzymski (niemiecki)                 | - 1400 Ruprecht z Palatynatu 1410                                                                          |
| Kapitanowie Regenci San Marino             | - 1401 Giovanni di Francesco Bettino di Paolo 1401 - 1401 Bartolino di Antonio Michelino di Paoluccio 1401 |
| Książę Serbii                              | - 1389 Stefan IV Lazarewić 1402                                                                            |
| Elektor Saksonii                           | - 1388 Rudolf III Saski 1419                                                                               |
| Król Szkocji                               | - 1390 Robert III Stewart 1406                                                                             |
| Król Szwecji                               | - 1389 Małgorzata 1412 - 1396 Eryk XIII Pomorski 1439                                                      |
| Król Tajlandii                             | - 1395 Ramracha Thirat 1409                                                                                |
| Sułtan Turków                              | - 1389 Bajazyd I 1402                                                                                      |
| Doża Wenecji                               | - 1400 Michele Steno 1413                                                                                  |
| Król Węgier                                | - 1387 Zygmunt Luksemburski 1437                                                                           |
| Cesarz Wietnamu                            | - 1400 Hồ Quý Ly 1401 - 1401 Hồ Hán Thương 1407                                                            |
| Wielki mistrz zakonu krzyżackiego          | - 1393 Konrad von Jungingen 1407                                                                           |

Rok 1401 / MCDI
stulecia: XIV wiek ~
XV wiek ~
XVI wiek

lata: 1391 «
1396 «
1397 «
1398 «
1399 «
1400 «
1401
» 1402
» 1403
» 1404
» 1405
» 1406
» 1411

## Wydarzenia w Polsce
- Starania Jagiełły o rękę Anny Cylejskiej, córki Wilhelma hrabiego Cilli, wnuczki Kazimierza Wielkiego.
- Panowie węgierscy zaproponowali Jagielle koronę św. Stefana, ten jednak świadomy silnej partii proluksemburskiej w Budzie odmówił jej przyjęcia.
- 18 stycznia – układy Polsko-Litewskie w Radomiu i Wilnie, które oddały dożywotnio rządy na Litwie Witoldowi jako wielkiemu księciu, z zachowaniem dla Jagiełły władzy zwierzchniej.
- 16 lipca – Anna Cylejska przybyła do Krakowa, lecz zapowiedziany ślub z Władysławem Jagiełłą na prośbę króla został odłożony.
- 5 listopada – w Bieczu pomiędzy wysłannikami Hermana hrabiego Cilii, a panami rady królewskiej doszło do odnowienia i potwierdzenia poprzedniego układu małżeńskiego pomiędzy Anną Cylejską a królem Polski Władysławem Jagiełłą.
- Szadek otrzymał prawa miejskie.

## Wydarzenia na świecie
- 24 marca – wojska mongolskie pod wodzą Timura zdobyły i ograbiły Damaszek.
- 23 kwietnia – papież Bonifacy IX udzielił dyspensy od przeszkody małżeńskiej, dla zawarcia związku małżeńskiego między Anną Cylejską a królem Polski Władysławem Jagiełłą.
- Rozpoczęło się powstanie księcia walijskiego Owena Glendowera, przeciw Anglikom.

## Urodzili się
- 12 maja – Shōkō, 101. cesarz Japonii (zm. 1428)
- 23 lipca – Franciszek I Sforza, książę Mediolanu, pierwszy władca z dynastii Sforzów (zm. 1466)
- 14 września – Maria Kastylijska, królowa Aragonii, Sardynii, Korsyki oraz Neapolu (zm. 1458)
- 27 października – Katarzyna de Valois, królowa Anglii w latach 1420–1422 (zm. 1437)
- 21 grudnia – Masaccio (Tommaso di Ser Giovanni di Simone), włoski malarz wczesnego renesansu (zm. 1428)
- data dzienna nieznana: 
  - Antonia z Florencji, włoska zakonnica, błogosławiona katolicka (zm. 1472)

## Zmarli
- 12 stycznia – Henryk Sorbom, biskup warmiński (ur. 1340)
- 18 maja – Władysław Opolczyk, książę opolski, palatyn węgierski (ur. pomiędzy 1326 a 1332)
- 26 maja – Andrzej Franchi, włoski dominikanin, biskup Pistoi, błogosławiony katolicki (ur. 1335)
- 20 października – Klaus Störtebeker, niemiecki pirat (ur. 1360)